# Roberto Farinacci
Roberto Farinacci (Isernia, 16 de octubre de 1892-Vimercate, 28 de abril de 1945) fue un político fascista italiano, importante líder del Partido Nacional Fascista, consejero y asesor de Benito Mussolini y destacado antisemita antes y durante la Segunda Guerra Mundial.

## Biografía

### Primeros años
Farinacci nació en la localidad de Isernia, en la región de Molise, en el seno de una familia humilde. Su padre, de origen napolitano, ejercía de comisario de policía. Abandonó los estudios escolares en su adolescencia y se trasladó a Cremona, donde trabajó en el ferrocarril de esa ciudad en 1909. Pronto se adhirió al irredentismo y al socialismo, pero cuando estalló la Primera Guerra Mundial en 1915 se alineó con quienes defendían la intervención de Italia en la contienda, uniéndose a la facción socialista dirigida en tal sentido por Benito Mussolini. De 1915 a 1917 sirvió en el frente, alcanzando el rango de cabo y siendo condecorado con la Cruz al Mérito.
Tras la guerra, Farinacci se convirtió en seguidor del movimiento fascista creado por Mussolini, asumió el liderazgo de los camisas negras de Cremona en 1919, y se encargó de la edición del periódico del movimiento Cremona Nuova. Farinacci logró establecer a los squadristi fascistas de Cremona como uno de los grupos más violentos del país, hasta que tras participar en la Marcha sobre Roma se autoproclamó por la fuerza alcalde de Cremona, siendo confirmado en dicho cargo por Mussolini en cuanto este asumió la jefatura del gobierno. Tras disolver, a mano armada, las administraciones locales de la provincia de Cremona y completar el control sobre la zona, actuó junto a Achille Starace del mismo modo en el Trentino y el Tirol del Sur.
En 1921 había sido uno de los primeros treinta y tres diputados fascistas en formar parte de la Cámara, y en 1922 fue nombrado cónsul general de la Milizia.

### Bajo el régimen fascista
El triunfo del fascismo causó que Farinacci se convirtiera en uno de los principales líderes del nuevo régimen, representando a la facción más radical de los camisas negras, hasta el punto de que consideraba a Mussolini «demasiado liberal» en diversos aspectos. Farinacci era abierto partidario de otorgar un mayor rol económico a los sindicatos, mientras que en cuestiones ideológicas era bastante más anticlerical, xenófobo, y antisemita que la mayoría de líderes fascistas.  Ello no impidió que en 1925 Mussolini nombrase a Farinacci secretario general del Partido Nacional Fascista, tornándolo en el segundo hombre más poderoso de Italia y contribuyendo desde su cargo —según declaró él mismo— a «legalizar la ilegalidad fascista». En esa función, protegió a los asesinos del parlamentario socialista Giacomo Matteotti y dirigió la violencia contra los opositores al régimen, recurriendo a palizas o purgas a base de aceite de ricino.
No obstante, el radicalismo de Farinacci molestó a Mussolini, quien lo removió del cargo de secretario general en 1926. Ante ello Farinacci continuó como propagandista del régimen en cargos menores, dedicándose a la política local en la llanura Padana. En 1935 Farinacci se ofreció voluntario para participar en la invasión de Etiopía, perdiendo allí la mano derecha en mayo de 1936 mientras pescaba con una granada, que explotó antes de tiempo, en un lago cerca de Dese. En 1937 volvió a los primeros planos del poder entrando en el Gran Consejo Fascista. Acudió como observador militar a la guerra civil española y en 1938 estuvo entre los principales impulsores e ideólogos de las leyes raciales contra los judíos, copiadas del Tercer Reich.

### Segunda Guerra Mundial
Después de 1937 Farinacci se convirtió en uno de los principales defensores de la alianza italiana con la Alemania nazi, postulando la urgencia de celebrar el Pacto de Acero con el nazismo y estableciendo contactos personales con los líderes nazis Joseph Goebbels y Heinrich Himmler. En 1940 Farinacci urgió a Mussolini a que Italia entrara en la Segunda Guerra Mundial como aliado de Alemania, y al año siguiente fue designado inspector de la milicia fascista en Albania.
Pese a las derrotas sufridas por Italia en la contienda, Farinacci defendió la alianza nazi-fascista y, en julio de 1943, votó en contra de la destitución de Mussolini en el Gran Consejo Fascista. Tras el derrocamiento de Mussolini y la celebración de un armisticio por el general Pietro Badoglio, Farinacci huyó a Alemania para evitar ser arrestado. Allí se ofreció sin éxito a Hitler como sustituto de Mussolini.
Tras la proclamación de la República Social Italiana en septiembre de 1943, Farinacci volvió a Italia y continuó haciendo propaganda en favor de la alianza con el Tercer Reich siendo estimado como un útil instrumento por las autoridades alemanas de ocupación, pero por su radicalismo y violencia no se le otorgaron altos cargos políticos en el nuevo régimen mussoliniano. Establecido nuevamente en Cremona, Farinacci retornó a la política local aunque perdió el control de su periódico Cremona Nuova que se convirtió apenas en un órgano de propaganda nazi.
Tras la insurrección partisana del 25 de abril de 1945 Farinacci reunió a un grupo de fascistas simpatizantes suyos con el plan de oponer resistencia a los partisanos y con ellos salió de Cremona hacia la región de Valtellina. Capturado por partisanos socialistas en la localidad de Vimercate, fue sometido a juicio sumario, condenado a muerte y fusilado el 28 de abril.